# 데일리경제
데일리경제는 경제 일간지이며 인터넷신문을 병행 발행하고 있다. 데일리경제는 금융, 부동산, 증권, 기업산업, 정보통신등 경제뉴스를 기반으로 종합뉴스를 제공하고 있다.

## 같이 보기
- 메트로
- 포커스신문
- 헤럴드경제
- 매일경제